# Restio similis
Restio similis är en gräsväxtart som beskrevs av Neville Stuart Pillans. Restio similis ingår i släktet Restio och familjen Restionaceae. Inga underarter finns listade i Catalogue of Life.